# Wildtierbestand in Eswatini
Der Wildtierbestand in Eswatini ist vor allem auf die drei Naturschutzgebiete im Lande, die sogenannten Big Game Parks, darunter den Hlane Royal National Park und das Mlilwane Wildlife Sanctuary, beschränkt. Außerhalb dieser nimmt die Verdrängung des natürlichen Lebensraums vieler Wildtiere zu.

## Bestand
Eswatini ist trotz seiner geringen Größe Heimat von mindestens 132 Säugetierarten, darunter 26 verschiedene Antilopen, und 489–500 Vogelarten. Hinzu kommen 112 Reptilien- und 45 Amphibienarten. Als ausgestorben gelten unter anderem Springbock, Roan und Suni. Die meisten Wildtierarten, darunter der Büffel und Gepard, wurden seit den 1960er Jahren wieder angesiedelt.
Nachstehend der Bestand von ausgewählten Wildtierarten in Eswatini.
| Foto | Tierart          | Bestand                  | Jahr und Quelle |
| ---- | ---------------- | ------------------------ | --------------- |
|      | Bärenpavian      | vorhanden Zahl unbekannt | 2008            |
|      | Blessbock        | vorhanden Zahl unbekannt | 2008            |
|      | Breitmaulnashorn | 89                       | 2009            |
|      | Büffel           | vorhanden Zahl unbekannt | 2008            |
|      | Eland            | vorhanden Zahl unbekannt | 2016            |
|      | Elefant          | 35                       | 2013            |
|      | Flusspferd       | 120                      | 2016            |
|      | Gepard           | vorhanden Zahl unbekannt | 2014            |
|      | Giraffe          | 209                      | 2016            |
|      | Kudu             | vorhanden Zahl unbekannt | 2016            |
|      | Hartebeest       | vorhanden Zahl unbekannt | 2015            |
|      | Impala           | vorhanden Zahl unbekannt | 2016            |
|      | Leopard          | vorhanden Zahl unbekannt | 2015            |
|      | Löwe             | 15–30                    | 2002/2004       |
|      | Nyala            | vorhanden Zahl unbekannt | 2016            |
|      | Pferdeantilope   | vorhanden Zahl unbekannt | 2008            |
|      | Spitzmaulnashorn | 18 +16                   | 2009 2019       |
|      | Streifengnu      | vorhanden Zahl unbekannt | 2016            |
|      | Weißschwanzgnu   | vorhanden Zahl unbekannt | 2008            |
|      | Wildhund         | 4 (?)                    | 1992            |
|      | Zebra            | 2900                     | 2016            |